# 皮膚ガス
皮膚ガス（ひふガス、英: Human skin gas）とは、体表面から放散される揮発性物質の総称であり、その一部は体臭として知覚される。呼気や腸内ガスと同様、生体ガスの一種である。皮膚ガスの種類や放散量は、ヒトの身体的・生理的状態、疾病の有無、生活行為や生活環境によって変化する。皮膚ガスは非侵襲・非観血的に測定でき、被験者の同意を得られやすい、血液などを採取することと比べると感染症の恐れが低いことなどの利便性から、皮膚ガスから得られる生体情報を疾病の予防等に活用する研究が行われている。300種以上のガスからなる。

## 発生機構
皮膚ガスは、エネルギー基質（糖質、脂質、タンパク質）の代謝物、呼吸や食事などを通じて体内に取り込んだ外来因子（外来性物質）、皮膚表面における生物的・化学的反応生成物などから構成される。皮膚ガスを放散経路で分類すると、血液由来、皮膚腺（汗腺・脂腺）由来、表面反応由来に大別される（東海大学理学部・関根嘉香教授の分類に基づく）。
- 血液由来
血中の成分が揮発して直接皮膚から放散する経路。血管の分布や血液循環との関係が深い。例えば、脂質の代謝によって生成するアセトンはこの経路で放散される。
- 皮膚腺由来
汗腺や脂腺など皮膚腺を通じて放散する経路。皮膚腺由来成分の放散量は発汗や皮脂の分泌に伴って増加する。血中の成分が汗腺を経由して放散することもある。
- 表面反応由来
汗や皮脂の成分が常在菌や過酸化物の作用によって揮発性化合物に変化し、皮膚表面から放散される経路。従来「体のにおい」は、汗や皮脂に対する皮膚常在菌の作用によるものと思われてきたが、皮膚ガスの観点から見れば放散経路の一つに過ぎない。

## 種類
皮膚ガスの種類は、未だ充分に明らかにされていない。以下、これまでに知られているガス成分を例示する。
アセトン
アセトンは脂質の代謝生成物であり、飢餓、絶食、減食、偏食などにより糖質の供給が不充分となった場合や、糖尿病などにより糖質の利用が充分にできない状態になると、体内の脂質の分解が促進され、肝臓においてケトン体（アセト酢酸、β-ヒドロキシ酪酸およびアセトン）が生成する。ケトン体の中で揮発性の高いアセトンは、血中から直接揮発して体表面から放散される。糖尿病患者の場合、血中グルコース濃度が上昇するが、細胞内のグルコースは不足するため、飢餓状態と同様に脂質代謝が促進される。したがって皮膚ガス中のアセトンの測定は、糖尿病の診断にも応用できる可能性がある。
アセトアルデヒド
アセトアルデヒドは飲酒などに伴い摂取したエタノールの代謝物であり、お酒臭さの原因物質の一つである。呼気に比べて皮膚からの放散は長時間継続する。
酢酸
酢酸は発汗に伴い放散量が増加する皮膚ガス成分であり、夜間の酢酸放散量は睡眠の深さによって変化するため、睡眠の質を知るバイオマーカーとして期待されている。
アンモニア
アンモニアはたんぱく質やアミノ酸の代謝過程や筋肉中のリボ核酸(AMP)の分解過程により生じ、体を使った運動や労働をすると皮膚からの放散量が増加する。また、ヒトが緊張状態にある時にもアンモニア放散量が増加するとの報告もある。皮膚から放散されるアンモニアは身体的・精神的ストレスの指標になると考えられ、腕時計型疲労度計（インジケータ）が開発されている。
ジアセチル
ジアセチルは汗中の乳酸と皮膚常在菌の表面反応に由来し、頭部や首筋など汗をかきやすい部位から比較的多く放散される。またジアセチルの放散量は、30代～40代の男性で特に高く、香粧品分野では中年男性に特有のにおい成分として注目されている。ミドル脂臭とも呼ばれる。
2-ノネナール
2-ノネナールは、皮脂に含まれるパルミトレイン酸等のω‐7不飽和脂肪酸の酸化生成物であり、加齢に伴い放散量が増加することから、香粧品分野では加齢臭と呼ばれている。
トルエン
トルエンなど、通常生体内では産生されない化学物質も皮膚からの放散が認められている。経口・吸入曝露により体内に侵入した化学物質が血中に移行し、体内を循環する過程で血液から直接揮発して放散されたものと考えられ、化学物質に対する曝露履歴の指標としても皮膚ガスは利用できる可能性がある。
3-メチルブタン酸
蒸れた足の臭いの原因。

## 対策
シャワー、ウエットシート、適切なお風呂での皮脂管理、香水、デオドラント、制汗剤、リラックスや十分な睡眠。
マイクロ波を照射して汗腺の発汗機能を破壊するミラドライ。